# Приморско
Приморско (буг. Приморско) је градић у Републици Бугарској и средиште истоимене општине Приморско у оквиру Бургаске области.
Приморско је познато летовалиште на обали Црног мора, које радо посећују и људи из Србије.

## Географија
Положај: Приморско се налази крајње југоисточном делу Бугарске. Од престонице Софије град је удаљен 450 km источно, а од обласног средишта, Бургаса град је удаљен 45 km јужно.
Приморско је насеље на бугарској обали Црног мора. Градско приобаље чини низ плажа, а у позадини се издижу планина Странџа.

## Историја
На простору Приморског вековима су живели Грци, да би почетком 20. века дошло до размене становништва са суседном Грчком, када су овде насељене бугарске пребеглице из северне Грчке.

## Становништво
По проценама из 2007. године Приморско је имало око 3.700 становника. Огромна већина градског становништва су етнички Бугари. Остатак су махом Роми. Претежан вероисповест месног становништва је православље.

## Галерија
- Градски базар
- Једна од градских плажа
- Трг у граду
- Стара лука у Приморском